# NGC 5771
NGC 5771 is een elliptisch sterrenstelsel in het sterrenbeeld Ossenhoeder. Het hemelobject werd op 16 mei 1784 ontdekt door de Duits-Britse astronoom William Herschel.

## Synoniemen
- MCG 5-35-21
- ZWG 164.37
- NPM1G +30.0360
- PGC 53088